# 3162 Nostalgia
3162 Nostalgia è un asteroide della fascia principale. Scoperto nel 1980, presenta un'orbita caratterizzata da un semiasse maggiore pari a 3,1568065 UA e da un'eccentricità di 0,1525586, inclinata di 17,90838° rispetto all'eclittica.
L'asteroide ha questo nome "in ricordo delle cose belle che ormai non esistono più".